# Coses per fer a Denver quan ets mort
Coses per fer a Denver quan ets mort (títol original: Things to Do in Denver When You're Dead) és una pel·lícula estatunidenca dirigida per Gary Fleder el 1995. Ha estat doblada al català. El títol del film ve de la cançó de Warren Zevon, del seu CD de 1991 Mr. Bad Example.

## Argument
Jimmy és un gàngster retirat anomenat "El Sant" perquè mai va matar a un home; les paraules i l'elegància eren les seves armes. Jimmy viu una existència tranquil·la a la ciutat de Denver, fins que un bon dia rep la visita del seu antic cap. Aquest, anomenat "L'home amb un pla", li proposa un últim treball: donar un esglai a un noi que manté relacions amb l'expromesa del seu fill. Per dur a terme la seva tasca, Jimmy reuneix als seus vells companys de colla. Però un d'ells, perd els nervis i la cosa acaba malament... I els cinc han d'afrontar seriosament el fet que moriran, després d'haver fallat en el contracte que els havia estat assignat.

## Repartiment
- Andy Garcia: Jimmy « El Sant » Tosnia
- William Forsythe: Franchise
- Christopher Lloyd: Pieces
- Christopher Walken: "El manipulador"
- Bill Nunn: Earl Denton anomenat "Easy Wind"
- Treat Williams: Bill "El critic"
- Gabrielle Anwar: Dagney
- Jack Warden: Joe Heff
- Steve Buscemi: M. Shut
- Fairuza Balk: Lucinda
- Bill Cobbs: Malt
- Michael Nicolosi: Bernard
- Marshall Bell: Tinent Atwater
- Don Stark: Gus
- Willie Garson: Randall Cuffland
- Glenn Plummer: Baby Sinister
- Don Cheadle: Rooster
- Tom Lister, Jr.: House
- Harris Laskawy: Ellie
- Josh Charles: Bruce

## Crítica
- "Interessantíssima combinació de cinema policíac i comèdia negra. Original i amb una atractiva galeria de curiosos personatges"[3]
- "Una gran sorpresa; Fleder enlluerna amb un thriller fatalista, pausat i salvatge capaç de parir un d'aquests personatges difícilment oblidables: García-El Santo. A retenir: aquesta cantarella de perdedors que resa: 'Les coses són com són'."[4]

## Premis
- Premiat al Festival de cinema policíac de Cognac el 1996 amb el premi dels Critics i el premi Special Jury a favor de Gary Fleder.